# Братська могила радянських воїнів Південно-Західного фронту (м. Білозерське, міський парк)

## Основні дані
Пам'ятник історії.
Реєстровий номер - 246
Дата встановлення - 1951 р.
Дата реконструкції - 1985 р.
Складається зі стели, скульптури, що зображує жінку,
Розміри: скульптура - h-3 м,
стела - 8 х 2 х 1 м.
Матеріал: бетон, цегла, мармур.

## Характеристики
Пам'ятник представляє ансамбль: скульптура жінки, встановлена на бетонному постаменті з двома сходинками, цегляна стела позаду скульптури. У правому верхньому куті стели розміщено барельєфне зображення п'ятикутної зірки. У верхній частині текст:
"Великие подвиги ваши бессмертны"
У центрі стели - мармурова дошка з меморіальним текстом:
"Здесь похоронены воины Советской Армии, погибшие в период Великой Отечественной войны. 1941 - 1945 гг."
Нижче 8 прізвищ, прізвища 9-х не нанесені.

На фронтальному боці постаменту нанесено:
"1941 - 1945"

## Історична довідка
В могилі поховані воїни Червоної Армії, які загинули в боях на території міста і в найближчих околицях. Точна кількість загиблих, номери військових частин та прізвища невідомі. 
В період з 10 по 24 лютого 1943 року через західну частину сучасного міста (селище Бокове) проходила дорога, якою пересувалися війська рухливої групи під час наступу в напрямку міста Красноармійське та сучасного міста Добропілля (10, 18 танкові корпуси), а потім відступали на м. Барвінкове (Харківська обл.). В архівах Донецького обласного військкомату числиться 17 прізвищ загиблих, в тому числі, однієї жінки - Сухової Раїси Федорівни.
У 1951 році останки загиблих воїнів із окремих могил були перенесені в загальну і в тому ж році встановлено пам'ятник (реконструйований у 1985 році).